# François Andréossy

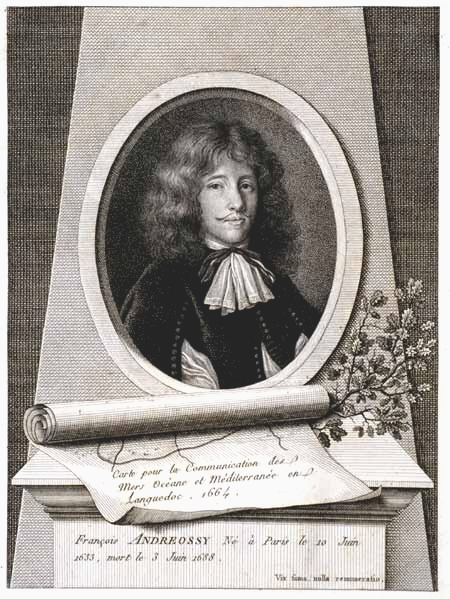
François d’Andréossy.

 François Andréossy (París, Francia, 10 de junio de 1633 – Castelnaudary, Francia, 3 de junio de 1688) ingeniero, topógrafo y cartógrafo francés cuya familia es originaria de Lucca en Italia.

## Origen
En 1660, viaja a Italia para estudiar especialmente los canales y las esclusas, cuyos primeros planos se atribuyen a Leonardo da Vinci. Podemos pensar que la experiencia obtenida durante este viaje será determinante para la concepción de las esclusas del Canal del Midi con su sistema de esclusas múltiples.

## Ingeniero del Canal
Monseñor d’Anglure de Bourlemont, arzobispo de Toulouse ( siendo el hombre más influyente del Languedoc), presenta a Pierre-Paul Riquet su futuro brazo derecho, François d’Andréossy, especialista en obras civiles y particularmente en hidráulica. El organizador de los trabajos de construcción del Canal del Midi, tenía ahora su ingeniero, nivelador, dibujante y cartógrafo, quién iba a trabajar al servicio del canal durante todo el resto de su vida, así como lo iban a hacer sus descendientes durante más de un siglo.
Excelente cartógrafo, realizó en los años 1650, un plano en relieve de la ciudad de Narbona.

## ¿Paternidad del proyecto?
Su bisnieto, el general Antoine François Andréossy, en su “Histoire du Canal du Midi”, impugno la paternidad del proyecto del Canal del Midi a Pierre-Paul Riquet, en beneficio de su bisabuelo.